# Megachile parietina
Megachile parietina är en biart som först beskrevs av Geoffroy 1785.  Megachile parietina ingår i släktet tapetserarbin och familjen buksamlarbin. Inga underarter finns listade.

## Beskrivning
Ett övervägande svart bi; hanen har dock gulbrun päls på mellan- och bakkropp. Hanarna blir 14 till 17 mm långa, honorna 16 till 18 mm.

## Ekologi
Arten förekommer på översvämningspåverkade flodängar, steniga bergssluttningar (i Alperna kan arten gå upp till 2 000 m) samt i kulturlandskapet kuperade torrängar, stenbrott och grustag. Vad gäller foderkällor är arten generalist och besöker blommande växter från många olika familjer, vanligast är ärtväxter och kransblommiga växter. Flygtiden varar från april/maj till juni.

### Fortplantning
Megachile parietina är ett solitärt (det vill säga icke samhällslevande) bi som bygger sina larvbon under stenar och i klippspringor, ensamma eller i mindre kolonier. Ett bo kan innehålla upp till 16 larvceller, uppbyggda av grus eller sand blandad med saliv och nektar. Det förekommer att bona angrips av de kleptoparasitiska bina Stelis nasuta (ett pansarbi), kilbi och Dioxys cincta vars larver lever på det insamlade näringsförrådet efter det att värdägget eller -larven dödats.

## Utbredning
Arten förekommer i Sydeuropa samt mera fläckvis i Mellaneuropa upp till mellersta Tyskland. Den har även påträffats i Mellanöstern och Nordafrika.